# تشانغ يوان (كاتب)
تشانغ يوان (بالصينية: 張元) (و. أكتوبر 1963  م) هو مخرج أفلام، وكاتب سيناريو صيني، ولد في نانجينغ.

## التعليم
تعلم في Beijing Film Academy ‏.

## وصلات خارجية
- تشانغ يوان على موقع IMDb (الإنجليزية)
- تشانغ يوان على موقع ألو سيني (الفرنسية)
- تشانغ يوان على موقع أول موفي (الإنجليزية)
- تشانغ يوان على موقع قاعدة بيانات الفيلم (الإنجليزية)
- تشانغ يوان على موقع كينوبويسك (الروسية)